# Steve Cohen
Steven Jay Cohen (ur. 29 sierpnia 1955 w Chicago) – amerykański judoka. Olimpijczyk z Seulu 1988, gdzie zajął trzynaste miejsce w wadze ciężkiej.
Uczestnik mistrzostw świata w 1975, 1985 i 1987. Brązowy medalista igrzysk panamerykańskich w 1975. Drugi na igrzyskach dobrej woli w 1986 roku.
Jego brat Irwin Cohen był olimpijczykiem z Monachium 1972, a siostrzeniec Aaron Cohen mistrzem panamerykańskim w judo.

## Letnie Igrzyska Olimpijskie 1988
| Konkurencja | Rundy eliminacyjne   | Rundy eliminacyjne   | Klas. końcowa |
| Konkurencja | Przeciwnik I         | Przeciwnik II        | Miejsce       |
| ----------- | -------------------- | -------------------- | ------------- |
| +95 kg      | Ricardo Blas (GUM) Z | Juha Salonen (FIN) P | 13.           |